# Синтетический силикат магния
Синтетические силикаты магния — белые, мелкодисперсные порошки без запаха. Образуются синтетические силикаты магния в реакции осаждения (преципитации) водорастворимого силиката натрия (жидкое стекло) и водорастворимых солей магния, таких как хлорид магния, нитрат магния или сульфат магния. Состав осадка зависит от соотношения компонентов в реакционной смеси, наличия других реагентов, и условий проведения реакции.
В молекулярная формула обычно записывается как MgО:XSiO2, где X отражает среднее мольное отношение между SiO2 к MgO. Продукт реакции влажный и поэтому формулу иногда записывают как: MgO:XSiO2•H2O, чтобы показать наличие гидратной воды.

## Свойства
В отличие от натуральных кристаллических силикатов магния (тальк, форстерит оливин), синтетические силикаты магния являются аморфными. Синтетические силикаты магния нерастворимы ни в воде ни в спирте. Частицы обычно пористые. Значение площади поверхности БЭТ может варьироваться от менее чем 100 м2/г до нескольких сотен м2/г.

## Применение
Большая активная поверхность позволяет использовать синтетический силикат магния при решении ряда задач. При разделении смесей и очистке веществ синтетические силикаты магния используются как адсорбенты (при разделении полиолов, животных и растительных масел, в хроматографии. Применяется в химчистке для удаления сахаров, смол, неприятных запахов. Используется как наполнитель для разных материалов: резины, керамики, бумаги, стекла, огнеупорных материалов. Используется как вещество препятствующее слёживанию солей. Используется как катализатор или носитель катализатора. Также применяется в качестве наполнителя фильтров.
Кодекс пищевых добавок США, Объединённый экспертный комитет ФАО/ВОЗ по пищевым добавкам (JECFA), и ряд других монографий по качеству пищи указывают, что синтетический силикат магния, который может быть использован в пищевой промышленности имеет формулу 2MgO:5SiO2. Чаще всего пищевой синтетический силикат магния используется для адсорбции красителей, с свободных жирных кислот и других полярных соединений из отработанных фритюрных масел. Различные национальные и международные правила позволяют использовать синтетический силикат магния в качестве агента, предотвращающего слипание самых разнообразных порошкообразных продуктов.
При использовании в качестве пищевой добавки синтетический силикат магния абсолютно безопасен. В 1990 году, безопасность синтетического силиката магния была проанализирована Научных Комитетом по Продовольствию (SCF, англ. Scientific Committee on Food) наряду с кремнезёмом и силикатами других щелочных и щёлочноземельных металлов. В результате SCF отметил, что “имеющиеся данные, включая ряд краткосрочных исследований на двух видах, говорят о биологической инертности этих соединений”. SCF не указывает допустимое суточное потребление (ДСП) для диоксида кремния и силикатов металлов.